# Associazione Italiana Editori
L'Associazione Italiana Editori (AIE) è l'associazione di categoria degli editori italiani e stranieri operanti in Italia o che pubblicano in lingua italiana libri, riviste e prodotti di editoria digitale. È la più antica associazione italiana di categoria. Ha sedi a Milano e a Roma.

## Storia
Nata nel 1869 come associazione di categoria del settore librario con il nome di Associazione Libraria Italia (ALI), nel 1871 si allargò a editori, librai e tipografi e cambiò nome in Associazione Tipografico Libraria Italiana (ATLI). Nel 1896 prende parte al primo Congresso Internazionale degli Editori a Parigi.
Nel 1910 fu tra i soci fondatori della Confindustria, nel 1921 cambiò nome e divenne Associazione Editoriale Libraria Italiana (AELI), sciolta nel 1929 con la costituzione della Federazione Nazionale Fascista Italiana Editori (FNFIE).
Nel 1946 si ricostituì con il nome attuale di Associazione Italiana Editori e contribuì alla ricostruzione di Confindustria, di cui fa parte ancora oggi. Nel 1967 contribuì a fondare la Federazione degli Editori Europei (FEE-FEP).
A partire dal 2007 ha costituito le prime rappresentanze regionali: Campania, Piemonte, Toscana, Calabria, Puglia e Lazio.

## Organizzazione
Gli editori aderenti all'AIE coprono il 90% del mercato librario italiano e sono strutturati in quattro diversi gruppi tematici: 
- editoria di varia
- piccoli editori
- educativo
- accademico professionale

## Cronologia presidenti
- Federico Motta (1997-2009)
- Marco Polillo (2009-2015)
- Federico Motta, 2ª volta (settembre 2015 - 27 luglio 2017)[3]
- Ricardo Franco Levi (28 luglio 2017 - 27 settembre 2023)[4]
- Innocenzo Cipolletta (28 settembre 2023 - in carica)[5]